# 萩原健一
萩原 健一（はぎわら けんいち、1950年〈昭和25年〉7月26日 - 2019年〈平成31年〉3月26日）は、日本の俳優・歌手。ザ・テンプターズ及び、PYGのボーカル。
埼玉県北足立郡与野町（現：さいたま市中央区）出身。本名は萩原 敬三（はぎわら けいぞう）。ニックネームは「ショーケン」、「マカロニ」。所属事務所はKR株式会社。

## 生涯
1950年（昭和25年）、与野の鮮魚店「魚新」に非嫡出子として生まれる。東京都荒川区の聖橋中学校・高等学校（現在は廃校）在学中、埼玉県大宮市でスカウトされ、ザ・スパイダースの弟分バンド、ザ・テンプターズのヴォーカリストとして、16歳だった1967年「忘れ得ぬ君」でデビュー。高校は2年生の時に中退している。翌1968年には「エメラルドの伝説」、「神様お願い!」、「おかあさん」（コーラス・ハーモニカ担当）など、次々と大ヒット曲を飛ばして人気を得た。テンプターズは萩原自身が述懐しているところによれば、デビュー前はブルース・バンドだった。中川三郎ディスコティークの出演バンドだったこともある。「今日を生きよう」は、グラス・ルーツがイタリアのミュージシャンの曲をカバーし、さらにその曲をテンプターズがカバーしたものである。また、テンプターズはローリング・ストーンズの影響を受けていた。「神様お願い」はメンバーの松崎由治作詞・作曲のオリジナル曲であり、ストーンズから受けた影響が出ている。この時期、女優の江波杏子と交際した。
テンプターズ解散後の1971年に、井上堯之、大野克夫、沢田研二、岸部一徳、大口広司らでPYG（ピッグ）を結成する。各種ロックフェスティバルやテレビ出演などもこなしたが、音楽活動よりも映画監督を志すようになる。
1972年に制作された松竹映画『約束』（斎藤耕一監督）の制作現場に、サード助監督として参加した。だが、主演俳優・中山仁が降板したため、代役に抜擢される。何人もの女優に出演を断られたが、最終的に岸惠子が共演を承諾した。この演技で高い評価を得て、俳優へと本格的に転身。同年のテレビドラマ『太陽にほえろ!』の初代新人刑事＝マカロニ役でその人気を決定付ける。
1972年12月をもって音楽活動を停止（これによりPYGは事実上解散）。1974年には神代辰巳 とのコンビによる映画『青春の蹉跌』でキネマ旬報ベスト・テンの主演男優賞を受賞。続いて日本テレビ系のテレビドラマ『傷だらけの天使』（1974-75年）、倉本聰脚本の『前略おふくろ様』（1975-76年）と連続してドラマ作品に主演し、後者は続編も制作された。
1975年には初のソロ・アルバム『惚れた』をリリース。ソロ・アルバムの発表を契機として音楽活動を再開、「お前に惚れた」、「大阪で生まれた女」（1979年）、柳ジョージ&レイニーウッドがバックを担当したライヴ盤『熱狂雷舞』を発表。また同年モデルの小泉一十三と結婚し女児をもうけたが3年で離婚している。
俳優としても脚本家・橋本忍の指名を受け松竹映画『八つ墓村』（1977年）や黒澤明の『影武者』（1980年）などに出演。誘拐犯を演じた『誘拐報道』（1982年/モントリオール世界映画祭審査員賞）『もどり川』(1983年カンヌ国際映画祭受賞作品)、作家・連城三紀彦が萩原をモデルにしたという直木賞作品を自身で演じた『恋文』（1985年/日本アカデミー賞優秀男優賞）などに出演した。
1980年にいしだあゆみと結婚。1983年には映画『竜二』の主題歌「ララバイ」を歌唱。1983年1月インドのカルカッタでチャリティコンサートを行う。同年4月20日、大麻不法所持で逮捕され、懲役1年・執行猶予3年の有罪判決となり、1年間に渡ってすべての活動の停止を余儀なくされた。
1984年、飲酒運転で人身事故を起こし、業務上過失傷害罪で逮捕された。このとき、いしだあゆみは記者会見を開き、涙ながらに「萩原を支えます」と言ったが、同じ年に離婚を発表した。1985年11月には、倍賞美津子との2ショット写真を週刊誌に撮られて激昂。カメラマンと編集者に暴行し、書類送検された。また、この時期、バイオリニスト・前橋汀子と交際した。
1987年、「愚か者よ」をリリースして、オリコン週間16位のヒットとなる。1990年にもコンサートを開き、俳優業と歌手を併行して活動をしていた。1993年に四国八十八箇所をお遍路し、1400-1600キロメートルを37日という驚異的な早さで踏破した。1990年代のドラマ、映画では東芝日曜劇場『課長サンの厄年』、山口智子、室井滋と共演した『居酒屋ゆうれい』（1994年/報知映画賞・高崎映画祭主演男優賞）、ドラマ『外科医柊又三郎』（1995年）などに出演した。
2004年10月、再び交通事故を起こし業務上過失致傷罪で現行犯逮捕された。また、監督・スタッフ・共演者への暴言・暴行を繰り返したため途中降板となった主演映画『透光の樹』の前払いの出演料半額分（750万円）の返還をプロデューサーから求められた際に、「一方的に降板させられた」として拒否。さらにプロデューサーに電話をかけ、国税庁・警視庁・実在する暴力団の名を挙げて「必ずやっつけますから」と脅迫する言葉を留守電に残し、出演料全額分（1500万円）の支払いを要求したことで、同年11月に制作側から恐喝未遂容疑で告訴され、翌年の2月に再び逮捕された。当初脅迫電話をしたことは否定していたが、証拠として録音された音声が出されると、これを認めた。
この恐喝事件で2005年6月に東京地裁で懲役1年6か月・執行猶予3年の有罪判決を受け、しばらく活動休止。しかし2005年7月にテレビ番組内で、「大麻解禁にしましょうか」と発言し、その後、厚生労働省から注意されたため、「ジョークのつもりだった」と釈明した。
1996年にはヘアメイク・アーティスト、由紀と3度目の結婚をしたが、10年後の2006年に離婚している。萩原によればこの結婚には、親族から猛反対があったという。2008年に自叙伝『ショーケン』、ボーカリストとしてゲスト参加した宇川直宏による音楽ユニット・UKAWANIMATIONのデビューシングル「惑星のポートレイト 5億万画素」（作曲・プロデュース：石野卓球）で本格復帰を果たす。5年ぶりの映画出演となった『TAJOMARU』（2009年/小栗旬主演）の将軍足利義政役で日本映画批評家大賞の審査員特別賞男優賞を受賞。2010年には東京・大阪で7年ぶりのライヴ（トーク&ミニ・ライヴ）ツアーを行なった。
2011年2月7日に、モデルの冨田リカと結婚。「ジェットコースターのような人生だったけども、今後は2人でメリーゴーラウンドのようなゆっくりした人生を歩みたい」と語った。晩年は芸能活動の傍ら、東洋思想や仏教研究に取り組んだ。
2018年、自身のレコードレーベル『Shoken Records』を設立。同年5月9日に22年ぶりとなるシングル「Time Flies」をリリースした。
2019年3月26日午前10時30分、都内の病院でGIST（消化管間質腫瘍）のため死去。68歳没。2011年から闘病していたが、本人の強い希望で病名の公表を控えていた。葬儀は27日に家族のみで営まれ、本人が以前住んでいた神奈川県の鶴見近辺の斎場で荼毘に付された。共演の多かった女優、高橋恵子、桃井かおりは萩原の死後、追悼コメントを出している。
高橋是清役で出演したNHK大河ドラマ『いだてん〜東京オリムピック噺〜』が没後に放送されているが、『いだてん』における萩原の主な出演場面は生前にほぼ収録を終えており、予定されていた残りの出演場面については放送に支障が生じないように対応がとられた。

## 評価・影響
松田優作 ら当時の若手俳優や次世代の俳優たちに多大な影響を与えた。また、アドリブを駆使した演技は前田吟 のような年上の共演者にも影響を与えた。さらに、 小堺一機・とんねるず・ダウンタウンなどのコメディアンやサンボマスターの山口隆 などのミュージシャンにも影響を与えた。

## ディスコグラフィ

### シングル
| 発売日                                      | 規格                 | 規格品番             | 面                   | タイトル                   | 作詞                   | 作曲                 | 編曲                 |
| ポリドール・レコード                        | ポリドール・レコード | ポリドール・レコード | ポリドール・レコード | ポリドール・レコード       | ポリドール・レコード   | ポリドール・レコード | ポリドール・レコード |
| ------------------------------------------- | -------------------- | -------------------- | -------------------- | -------------------------- | ---------------------- | -------------------- | -------------------- |
| 1971年11月1日                               | EP                   | DR-1649              | A                    | もどらない日々             | 岸部修三               | 井上堯之             | PYG                  |
| 1971年11月1日                               | EP                   | DR-1649              | B                    | 何もない部屋               | 萩原健一               | 沢田研二             | PYG                  |
| 1972年7月1日                                | EP                   | DR-1703              | A                    | ブルージンの子守唄         | 阿久悠                 | 加藤和彦             | 瀬尾一三             |
| 1972年7月1日                                | EP                   | DR-1703              | B                    | 少年の魂                   | 阿久悠                 | 加藤和彦             | 瀬尾一三             |
| ワーナー・パイオニア / エレクトラ・レコード |                      |                      |                      |                            |                        |                      |                      |
| 1975年8月10日                               | EP                   | L-1257E              | A                    | お前に惚れた               | 阿久悠                 | 井上堯之             | 井上堯之             |
| 1975年8月10日                               | EP                   | L-1257E              | B                    | 兄貴のブギ                 | ブギウギ三人衆         | ブギウギ三人衆       | 井上堯之             |
| 1977年4月                                   | EP                   | L-87E                | A                    | 前略おふくろ               | 藤公之介               | 森田公一             | 井上堯之             |
| 1977年4月                                   | EP                   | L-87E                | B                    | 酒と泪と男と女             | 河島英五               | 河島英五             | 井上堯之             |
| ミノルフォンレコード                        |                      |                      |                      |                            |                        |                      |                      |
| 1978年3月10日                               | EP                   | KA-1047              | A                    | 別れの詩                   | 東海林良               | 大野克夫             | 大野克夫             |
| 1978年3月10日                               | EP                   | KA-1047              | B                    | 雨のしおり                 | 井上堯之               | 井上堯之             | 井上堯之             |
| 1978年7月1日                                | EP                   | KA-1127              | A                    | 時は流れて                 | 柳ジョージ             | 井上堯之             | 井上堯之             |
| 1978年7月1日                                | EP                   | KA-1127              | B                    | 蜃気楼                     | 東海林良               | 大野克夫             | 大野克夫             |
| バーボンレコード                            |                      |                      |                      |                            |                        |                      |                      |
| 1979年5月1日                                | EP                   | BMA-1023             | A                    | 大阪で生まれた女           | BORO                   | BORO                 | 鈴木明男             |
| 1979年5月1日                                | EP                   | BMA-1023             | B                    | 本牧綺談                   | 柳ジョージ             | 柳ジョージ           | 上綱克彦             |
| 1980年6月1日                                | EP                   | BMA-1040             | A                    | ムーンシャイン             | 速水清司               | 速水清司             | ドンファン           |
| 1980年6月1日                                | EP                   | BMA-1040             | B                    | ルーシー                   | 速水清司               | 速水清司             | ドンファン           |
| 1980年9月                                   | EP                   | BMA-1050             | A                    | ぐでんぐでん               | 康珍化                 | 鈴木キサブロー       | ドンファン           |
| 1980年9月                                   | EP                   | BMA-1050             | B                    | 砂時計                     | 速水清司               | 速水清司             | ドンファン           |
| 1981年2月25日                               | EP                   | BMA-2004             | A                    | ラストダンスは私に         | Doc Pomus 訳：岩谷時子 | Mort Shuman          | ドンファン           |
| 1981年2月25日                               | EP                   | BMA-2004             | B                    | 泣くだけ泣いたら           | 速水清司               | 速水清司             | ドンファン           |
| 1981年5月                                   | EP                   | BMA-2006             | A                    | ホワイト&ブルー            | 速水清司               | 速水清司             | ドンファン           |
| 1981年5月                                   | EP                   | BMA-2006             | B                    | フラフラ（春よ来い）       | 萩原健一 石間秀機      | 篠原信彦             | ドンファン           |
| 1982年3月                                   | EP                   | BMA-2018             | A                    | ハロー・マイ・ジェラシー   | 速水清司               | 速水清司             | ドンファン           |
| 1982年3月                                   | EP                   | BMA-2018             | B                    | シャララ                   | 大津あきら             | 篠原信彦             | ドンファン           |
| 1982年                                      | EP                   | BMA-2023             | A                    | Ah!Ha!                     | 大津あきら             | 篠原信彦             | ドンファン           |
| 1982年                                      | EP                   | BMA-2023             | B                    | ひとつぶの涙               | 大津あきら             | 篠原信彦             | ドンファン           |
| 1983年11月                                  | EP                   | BMA-2038             | A                    | もう一度抱いて             | 藤真利子               | もんたよしのり       | ドンファン           |
| 1983年11月                                  | EP                   | BMA-2038             | B                    | セクシー・ロンリー・ナイト | 藤真利子               | もんたよしのり       | ドンファン           |
| 1984年8月                                   | EP                   | BMA-2047             | A                    | 九月朝、母を想い           | 萩原健一               | 篠原信彦             | ドンファン           |
| 1984年8月                                   | EP                   | BMA-2047             | B                    | 54日間、待ちぼうけ         | 萩原健一               | 篠原信彦             | ドンファン           |
| MOON RECORDS                                |                      |                      |                      |                            |                        |                      |                      |
| 1987年1月21日                               | EP                   | MOON-736             | A                    | 愚か者よ                   | 伊達歩                 | 井上堯之             | 井上堯之             |
| 1987年1月21日                               | EP                   | MOON-736             | B                    | めぐり逢い                 | 萩原健一               | 速水清司             | 井上堯之             |
| 1987年（非売品）                            | EP                   | MOSE-127             | A                    | See Saw                    | 速水清司               | 速水清司             | 井上堯之             |
| 1987年（非売品）                            | EP                   | MOSE-127             | B                    | 友                         | 速水清司               | 速水清司             | 井上堯之             |
| 1987年7月25日                               | EP                   | MOON-746             | A                    | 桜子                       | 伊達歩                 | 長沢ヒロ             | 長沢ヒロ             |
| 1987年7月25日                               | EP                   | MOON-746             | B                    | 今                         | 萩原健一               | 速水清司             | 井上堯之             |
| 1988年4月25日                               | EP                   | MOON-762             | A                    | Angel                      | 速水清司               | 速水清司             | 井上堯之             |
| 1988年4月25日                               | EP                   | MOON-762             | B                    | Ma いいかァ I Love You     | 門谷憲二               | 井上堯之             | 井上堯之             |
| 1988年11月10日                              | 8cmCD                | 10SD-14              | A                    | クリスマス・プレゼント     | 萩原健一               | 速水清司             | 井上堯之             |
| 1988年11月10日                              | 8cmCD                | 10SD-14              | B                    | Shining With You           | 萩原健一               | 速水清司             | 井上堯之             |
| 1992年9月10日                               | 8cmCD                | AMDM-6061            | 1                    | Gambler                    | 萩原健一               | 井上堯之             | 井上堯之             |
| 1992年9月10日                               | 8cmCD                | AMDM-6061            | 2                    | Angel                      | 速水清司               | 速水清司             | 井上堯之             |
| 東芝EMI / EASTWORLD                         |                      |                      |                      |                            |                        |                      |                      |
| 1996年1月31日                               | 8cmCD                | TODT-3660            | 1                    | 泣けるわけがないだろう     | 松井五郎               | 春畑道哉             | 西平彰               |
| 1996年1月31日                               | 8cmCD                | TODT-3660            | 2                    | I Love Youさえ言えない     | 松井五郎               | 春畑道哉             | 西平彰               |
| ミューズ・プランニング                      |                      |                      |                      |                            |                        |                      |                      |
| 2009年11月4日                               | CD                   | MS-101               |                      | 時代おくれ                 | 阿久悠                 | 森田公一             | 井上堯之             |
| Shoken Records                              |                      |                      |                      |                            |                        |                      |                      |
| 2018年5月9日                                | CD                   | KHSR-1801            | 1                    | Time Flies                 | 萩原健一               | 萩原健一             | 萩原健一             |
| 2018年5月9日                                | CD                   | KHSR-1801            | 2                    | Dejavu                     | 萩原健一               | 萩原健一             | 萩原健一             |
| 2018年5月9日                                | CD                   | KHSR-1801            | 3                    | Good Action                | 萩原健一               | 萩原健一             | 萩原健一             |

### アルバム

#### オリジナル・アルバム
| 発売日                                      | 規格                                        | 規格品番                                    | アルバム                                    |
| ワーナー・パイオニア / エレクトラ・レコード | ワーナー・パイオニア / エレクトラ・レコード | ワーナー・パイオニア / エレクトラ・レコード | ワーナー・パイオニア / エレクトラ・レコード |
| ------------------------------------------- | ------------------------------------------- | ------------------------------------------- | ------------------------------------------- |
| 1975年8月                                   | LP                                          | L-10009E                                    | 惚れた                                      |
| ミノルフォンレコード                        |                                             |                                             |                                             |
| 1977年3月                                   | LP                                          | KC-9007                                     | Nadja〜愛の世界                             |
| 1978年6月                                   | LP                                          | KC-9501                                     | Nadja2〜男と女                              |
| バーボンレコード                            |                                             |                                             |                                             |
| 1979年6月                                   | LP                                          | BMC-4009                                    | Nadja3〜エンジェル・ゲイト                  |
| 1980年7月                                   | LP                                          | BMC-4019                                    | Don Juan                                    |
| 1982年3月1日                                | LP                                          | BMD-1015                                    | D'erlanger                                  |
| 1984年3月25日                               | LP                                          | BMD-1026                                    | Thank You My Dear Friends                   |
| MOON RECORDS                                |                                             |                                             |                                             |
| 1987年2月25日                               | LP                                          | MOON-28040                                  | Straight Light                              |
| 1988年5月25日                               | LP                                          | MOON-28055                                  | Shining With You                            |
| Shoken Records                              |                                             |                                             |                                             |
| 2010年                                      | CD                                          | -                                           | ANGEL or DEVIL〜2010 LIVE記念盤             |
| 2010年10月6日                               | CD                                          | DLCR-10092                                  | ANGEL or DEVIL                              |

#### ライブ・アルバム
| 発売日           | 規格             | 規格品番         | アルバム                                                                   |
| バーボンレコード | バーボンレコード | バーボンレコード | バーボンレコード                                                           |
| ---------------- | ---------------- | ---------------- | -------------------------------------------------------------------------- |
| 1979年10月       | LP               | BMC-7006/7       | 熱狂雷舞                                                                   |
| 1980年12月       | LP               | BMC-7010/1       | Don Juan Live                                                              |
| 1983年           | LP               | BMC-7015/6       | Shanti Shanti Live                                                         |
| 1985年           | LP               | 20BLC-3005/6     | Andree Marlou Live                                                         |
| 1987年12月21日   | CD               | 25BTC-173/180    | スーパーライブ大全集                                                       |
| 1989年8月25日    | CD               | 30BTC-261        | Thank You My Dear Friends Live                                             |
| Shoken Records   |                  |                  |                                                                            |
| 2019年7月26日    | CD+DVD           | KHSR-0726        | Kenichi Hagiwara Final Live 〜Forever Shoken Train〜 @Motion Blue yokohama |

#### ベスト・アルバム
| 発売日         | レーベル                         | 規格 | 規格品番   | アルバム                                                         |
| -------------- | -------------------------------- | ---- | ---------- | ---------------------------------------------------------------- |
| 1981年6月      | バーボンレコード                 | LP   | BMD-1009   | White & Blue                                                     |
| 1987年10月25日 | 徳間ジャパンコミュニケーションズ | CD   | 30BTC-165  | 萩原健一 THE BEST10                                              |
| 1988年7月25日  | 徳間ジャパンコミュニケーションズ | CD   | 28BCP-2047 | ダイヤモンド・コレクション                                       |
| 1990年12月21日 | 徳間ジャパンコミュニケーションズ | CD   | TKCA-30197 | BEST SELECTION                                                   |
| 1995年12月21日 | 徳間ジャパンコミュニケーションズ | CD   | TKCA-70787 | GREATEST HITS 20                                                 |
| 1996年5月20日  | MOON RECORDS                     | CD   | AMCM-4249  | 愚か者よ                                                         |
| 2003年10月22日 | 徳間ジャパンコミュニケーションズ | CD   | TKCA-72560 | Enter the Panther                                                |
| 2003年10月29日 | ワーナーミュージック・ジャパン   | CD   | WPCL-10046 | Enter the Panther                                                |
| 2004年12月22日 | 徳間ジャパンコミュニケーションズ | CD   | TKCA-72792 | 萩原健一 ゴールデン☆ベスト                                       |
| 2010年2月3日   | 徳間ジャパンコミュニケーションズ | CD   | TKCA-10002 | 萩原健一 ベストセレクション                                      |
| 2011年5月11日  | 徳間ジャパンコミュニケーションズ | CD   | TKCA-73657 | 萩原健一 ゴールデン☆ベストII                                     |
| 2017年10月25日 | IVY Records                      | CD   | XQKZ-1032  | Last Dance                                                       |
| 2020年7月26日  | ブリッジ                         | CD   | BRIDGE-297 | AS IF MARTIN BRANDEAUX-ワーナーミュージック・ジャパン・イヤーズ- |
| 2020年11月25日 | 徳間ジャパンコミュニケーションズ | CD   | TKCA-10551 | BEST SELECTION                                                   |

### 作詞・作曲

#### 作詞
- 雨よ降らないで：テンプターズ
- 「愛の小径」（作曲：かまやつひろし）：テンプターズ
- 「何もない部屋」（作曲：沢田研二）：PYG
- かまやつひろし「豚ごろしの歌」作詞：萩原、作曲：かまやつひろし（1970年）アルバム「ムッシュー/かまやつひろしの世界」に収録。同和問題を扱った内容により放送禁止となる。2000年再発CDは未収録だったが、2016年盤に再収録された[24]。
- 根津甚八「泣き笑い」作詞：萩原、作曲：速水清司（1986年）アルバム「PLAY IT AGAIN」に収録。

#### 作曲
- 映画「もどり川」BGM（1983年）篠原信彦、石間秀機と共作。

萩原のソロ作品では作詞多数。作曲は2018年発表のシングル「Time Flies」収録の3曲。

## 出演
※「 - 」は役名

### 映画
- 濡れた逢引き（1967年、松竹） - テンプターズ
- 星影の波止場（1968年、日活） - テンプターズ
- ザ・テンプターズ 涙のあとに微笑みを（1969年、東宝、監督：内川清一郎） - 山川健一
- めまい（1971年、松竹、監督：斉藤耕一） - 下条吾郎
- 喜劇 命のお値段（1971年、松竹、監督：前田陽一） - 後藤明夫
- 春だドリフだ全員集合!!（1971年、松竹、監督：渡辺祐介） - 健チャン
- 約束（1972年、松竹、監督：斉藤耕一） - 中原朗
- 虹をわたって（1972年、松竹、監督：前田陽一） - 次郎
- 股旅（1973年、ATG、監督：市川崑） - 黙太郎
- 化石の森（1973年、東宝、監督：篠田正浩） - 緋本治夫
- 青春の蹉跌（1974年、東宝、監督：神代辰巳） - 江藤賢一郎
- 雨のアムステルダム（1975年、東宝、監督：蔵原惟繕） - 作田明
- アフリカの光（1975年、東宝、監督：神代辰巳） - 順
- 鴎よ、きらめく海を見たか めぐり逢い（1975年、ATG、監督：吉田憲二） - 川村
- 八つ墓村（1977年、松竹、監督：野村芳太郎） - 寺田辰弥
- その後の仁義なき戦い（1979年、東映、監督：工藤栄一） - 飲み屋の客
- 影武者（1980年、東宝、監督：黒澤明） - 武田勝頼
- 魔性の夏〜四谷怪談より（1981年、松竹、監督：蜷川幸雄） - 伊右衛門
- 誘拐報道（1982年、東映、監督：伊藤俊也） - 古屋数男
- もどり川（1983年、三協、監督：神代辰巳） - 苑田岳葉
- カポネ大いに泣く（1985年、ケイエンタープライズ、監督：鈴木清順） - 桃中軒海右衛門
- 瀬降り物語（1985年、東映、監督：中島貞夫） - 木下一
- 恋文（1985年、松竹、監督：神代辰巳） - 竹原将一
- 南へ走れ、海の道を!（1986年、松竹、監督：和泉聖治） - 権藤竜二
- 離婚しない女（1986年、松竹、監督：神代辰巳） - 岩谷啓一
- 夜汽車（1987年、東映、監督：山下耕作） - 田村征彦
- 竜馬を斬った男（1987年、アルマンス、監督：山下耕作） - 佐々木只三郎
- 極道の妻たち三代目姐（1989年、東映、監督：降旗康男） - 赤松徹郎
- 226（1989年、フィーチャーフィルムエンタープライズ、監督：五社英雄） - 野中四郎
- 裏切りの明日（1990年、東映、監督：工藤栄一） - 沢井刑事
- 激動の1750日（1990年、東映、監督：中島貞夫） - 時津忠久
- 渋滞（1991年、ディレクターズ・カンパニー、監督：黒土三男） - 藤林蔵
- いつかギラギラする日（1992年、松竹、監督：深作欣二） - 神崎
- 居酒屋ゆうれい（1994年、東宝、監督：渡邊孝好） - 壮太郎
- JOKER 疫病神（1998年、ギャガ、監督：小松隆志） - 村越
- ダブルス（2000年、オメガ・ミコット、監督：井坂聡） - key
- 天使の牙B.T.A.（2003年、ワーナー・ブラザース映画、監督：西村了） - 君国辰郎
- 月の砂漠（2001年、サンセントシネマワークス、監督：青山真治） - 社長
- ザ・ゴールデン・カップス ワンモアタイム（2004年、アルタミラピクチャーズ、監督：サン・マー・メン）
- TAJOMARU（2009年、ワーナー・ブラザース映画、監督：中野裕之） - 足利義政

### テレビドラマ
- 日曜8時のドラマです（1971年、TBS）
- 時間ですよ2（1971年、TBS）
- 刑事くん 第1部 第12話「もどらない日々」（1971年、TBS / 東映） - 井上タカユキ
- お祭り銀次捕物帳 第1話「出発の歌」・第2話「裏切られた女」（1972年、フジテレビ） - すずめ
- となりは隣り（1972年、東京12チャンネル） 第4話
- 太陽にほえろ!（1972年 - 1973年、日本テレビ） - 早見淳（通称：マカロニ）刑事
- 明智探偵事務所（1972年、NHK総合） - タカシ
- 風の中のあいつ（1973年、TBS） - 黒駒勝蔵
- 同棲時代（1973年、TBS）
- 祇園花見小路（1973年、中部日本放送） - 栄次
- 河を渡ったあの夏の日々[26]（1973年10月6日、NHK総合） - 昭二
- くるくるくるり（1973年、日本テレビ）
- 大河ドラマ（NHK総合）
  - 勝海舟（1974年） - 岡田以蔵
  - 太平記（1991年） - 新田義貞 ※途中降板、後任は根津甚八が引継。
  - 琉球の風（1993年） - 揚邦義
  - 元禄繚乱（1999年） - 徳川綱吉
  - 利家とまつ（2002年） - 明智光秀
  - いだてん～東京オリムピック噺～（2019年） - 高橋是清 ※遺作
- 新宿さすらい節（1974年、TBS） - 中岡ムサシ（通称：ザジ）
- 傷だらけの天使（1974年 - 1975年、日本テレビ） - 木暮修
- 前略おふくろ様（1975年 - 1976年、日本テレビ） - 片島三郎
- 前略おふくろ様II（1976年 - 1977年、日本テレビ） - 片島三郎
- 祭ばやしが聞こえる（1977年 - 1978年、日本テレビ）
- 死人狩り（1978年、フジテレビ） - 浦上刑事
- 露玉の首飾り（1979年、中部日本放送）
- 花冷え（1981年、読売テレビ）
- わが愛の城〜落城記より（1981年、テレビ朝日）
- 忍びの忠臣蔵（1981年、フジテレビ）
- ガラスの知恵の輪（1982年、毎日放送）
- 松本清張の時間の習俗（1982年、TBS） - 三原紀一
- 君は海を見たか（1982年、フジテレビ） - 増子一郎
- 宣告（1984年、TBS）
- 温泉サギ師　湯けむり・グルメ・やっちゃうからぁ！（1986年12月31日、TBS）[27]
- 見えない絆（1988年、フジテレビ）
- 飢餓海峡（1988年、フジテレビ） - 樽見京一郎
- 精性生（1988年、NHK名古屋）※東海北陸のみ
- 隠密・奥の細道（1988年、テレビ東京）
- 六条執念（1989年、関西テレビ）
- お市御寮人（1989年、日本テレビ） - 織田信長
- ラストバラードは君に（1989年、TBS）
- あいつがトラブル（1989年 - 1990年、フジテレビ） - 沖田淳一
- ネコノトピアネコノマニア（1990年、NHK総合） - 上田邦夫
- 豆腐屋直次郎の裏の顔（1990年 - 1992年、朝日放送） - 花井直次郎
- 旅のはじまり（1990年、NHK総合）
- 徒然草 殺しの硯（1990年、テレビ東京） - 吉田兼好
- 月のひかり（1991年、NHK総合）
- 課長サンの厄年（1993年、TBS） - 寺田喬
- チンチン電車（1993年9月15日、NHK総合）
- 課長サンの厄年スペシャル（1994年、TBS） - 寺田喬
- 土曜ドラマ（NHK総合）
  - 幸福の条件（1994年） - ドクター式場
  - 放送記者物語（1995年） - 脇田忠
- ハイこちら駐在です!（1995年、フジテレビ）
- 三都結婚物語 第3話・奈良篇「花嫁はゴースト」（1995年、関西テレビ）
- 外科医柊又三郎（1995年、テレビ朝日） - 柊又三郎
- されど、わが愛（1995年、NHK総合） - 石橋英雄
- 冠婚葬祭部長（1996年、TBS） - 小山田竜平
- 外科医柊又三郎2（1996年、テレビ朝日） - 柊又三郎
- テロリストのパラソル（1996年、フジテレビ） - 菊池敏彦（島村圭介）
- 月曜ドラマスペシャル 最後の恋（1997年5月、TBS） - 川村秀一
- 月曜ドラマスペシャル 坪内警部補・父と娘の事件簿（1998年、TBS）
- 土曜ワイド劇場（テレビ朝日）
  - 華やかな喪服（1998年）
  - 広域捜査官楠錬三郎 北へ南へ1（2000年） - 楠錬三郎
  - 広域捜査官楠錬三郎・北へ南へ2（2002年） - 楠錬三郎
  - 広域捜査官楠錬三郎3（2003年） - 楠錬三郎
  - 松本清張の証言（2004年3月） - 奥平為雄
- 父さん（2000年、フジテレビ）
- 藤沢周平の人情しぐれ町（2001年、NHK総合） - 菊田屋新蔵
- ファイティングガール（2001年、フジテレビ） - 吉田祐三
- 女と愛とミステリー（テレビ東京）
  - 西村京太郎トラベルサスペンス・日本一周“旅号”殺人事件（2003年4月、大映テレビ） - 十津川警部
  - 坊さん弁護士・郷田夢栄（2003年1月） - 郷田夢栄
  - 坊さん弁護士・郷田夢栄2（2004年7月） - 郷田夢栄
- 鴨川食堂（2016年1月 -2月、NHK BSP） - 鴨川流 [28]
- 特集ドラマ「どこにもない国」（2018年3月24日・31日、NHK総合） - 吉田茂
- 日曜ワイド 明日への誓い（2018年3月25日、テレビ朝日） - 原案、神谷将太郎
- 不惑のスクラム（2018年、NHK総合） - 宇多津貞夫

### バラエティ番組・ドキュメンタリー番組・音楽番組
- SMAP×SMAP（2000年、関西テレビ・フジテレビ、「BISTRO SMAP」ゲスト）
- うたばん（2003年11月27日、TBS、ゲスト）
- チューボーですよ! （2009年8月29日、TBS、ゲスト）
- ザ・ノンフィクション ショーケンという「孤独」（2009年9月13日、フジテレビ）
- 芸能人の告白 特別編（2009年12月20日、フジテレビ）
- 名作ドラマ大辞典!豪華スター同窓会SP（2011年9月21日、TBS、ゲスト）
- さんまのまんま （1994年・2014年、関西テレビ・フジテレビ、ゲスト）
- ザ・インタビュー〜トップランナーの肖像〜 （2015年7月18日、BS朝日）
- ダウンタウンなう（2016年5月27日、フジテレビ、ゲスト）
- 2017 FNSうたの夏まつり 〜アニバーサリーSP〜（2017年8月2日、フジテレビ）[29]
- クローズアップ現代+独自映像“ショーケン”最期の日々（2019年4月4日、NHK総合）

## CM / 広告
- ワンカップ大関 （1979年）：神代辰巳が監督。神代は原田美枝子主演の映画「地獄」の撮影で悪戦苦闘しており、「東映って地獄のイメージがひどい」と萩原に愚痴をこぼしていた。
- マンダム「ギャツビー」：萩原、松田優作がCMに出演した。
- FLASH （光文社）：講談社FRIDAYともめた後に、講談社系列の光文社の新雑誌のCM、広告に登場し、「私はこの手の雑誌にはキチンとしてほしい」と語った。
- サントリー「モルツ」：「うまいんだなあ、これが」のセリフが話題になった[30]。
- YAMAHA「ジョグ」（1991年）[31]
- マツダ「カペラ」（1994年）
- 日新製鋼（1995年）

## 書籍

### 自著
- 『俺の人生どっかおかしい』（1984年 ワニブックス、ISBN 978-4584200803）、絶版
- 『ショーケン』（2008年 講談社、ISBN 978-4062145220)、絶版
- 『日本映画[監督・俳優]論 （～黒澤明、神代辰巳、そして多くの名監督・名優たちの素顔～）』（2010年 ワニブックス、ISBN 978-4847060236）：共著 絓 秀実
- 『ショーケン最終章』（2019年5月 講談社）

### 萩原健一について書かれている本
- 『狩人よ、しなやかに跳べ』 大和書房、1975年12月10日 -　桃井かおりとの対談を収録。
- 『萩原健一と沢田研二、その世紀～涙のあとに微笑みを～』秋山大輔（デザインエッグ社、2023年6月25日 ISBN 978-4815038663）- 萩原健一の出生から70年代の活躍までを中心とした評伝。
- 『萩原健一　傷だらけの天才』河出書房新社、2019年、再版2024年。ISBN 978-4309979809 - 春日太一ほか

## 新聞連載
- 「我が道」（スポーツニッポン 2009年11月1日 - 11月30日）